# زابروس جيلدنسيس
```
هو نوع من الخنفساء 
السلكوتيات
  (فصيلة هاربلينا) ذات اللون البني في سلالة بوليسيتوس المتوطنة في المغرب.
[
1
]
```

و"زابروس" تعني خنافس الذرة باللغة العربية.
وهي حشرة برية . تم تسميتها من قِبل العالم اللواد عام 1932 ميلادي .

## معرض
أنواع الزابروس الاخرى :

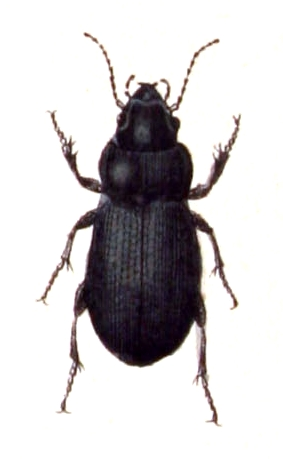
سبينيبس زابروس
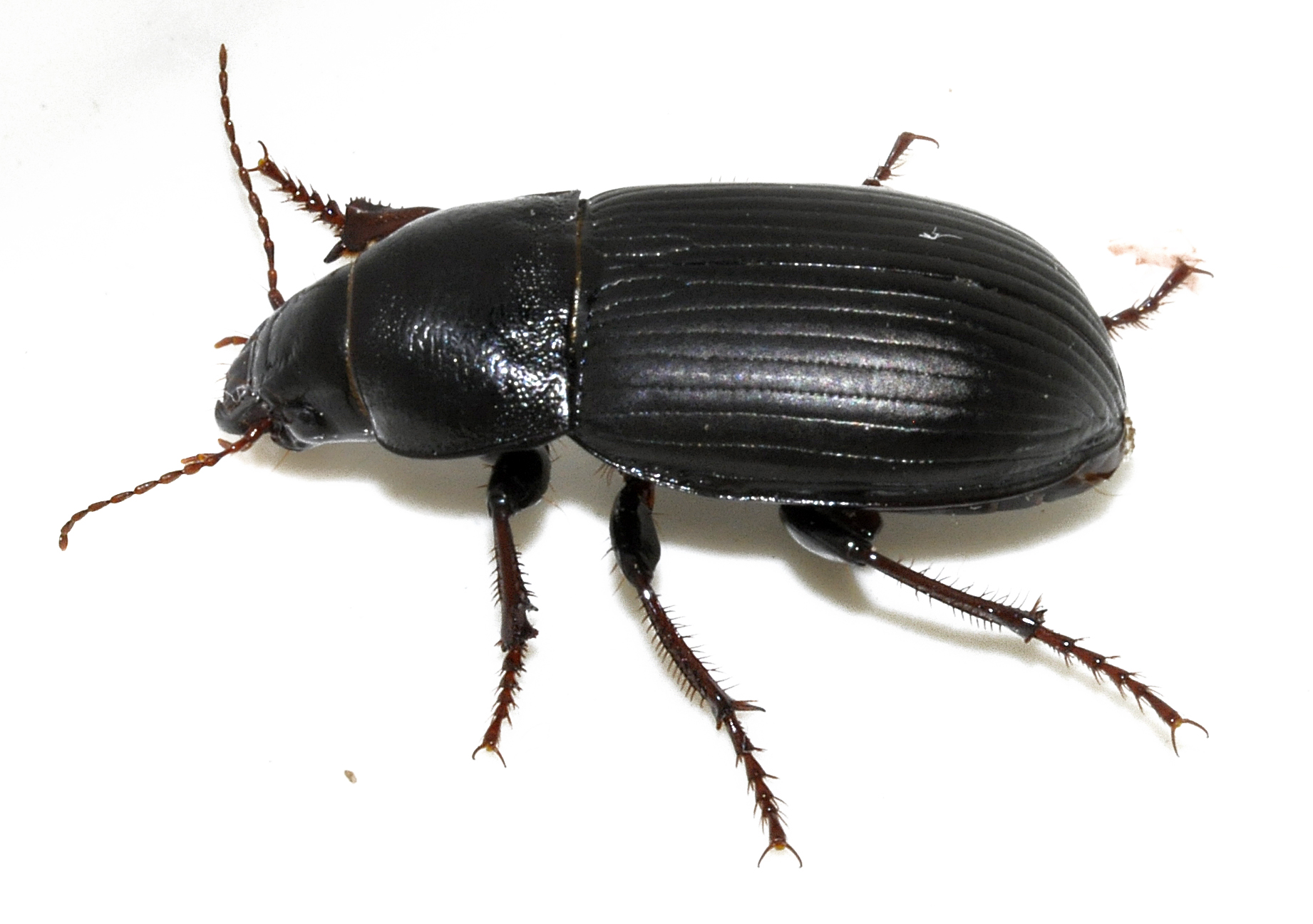
زابروس تينبريويدس
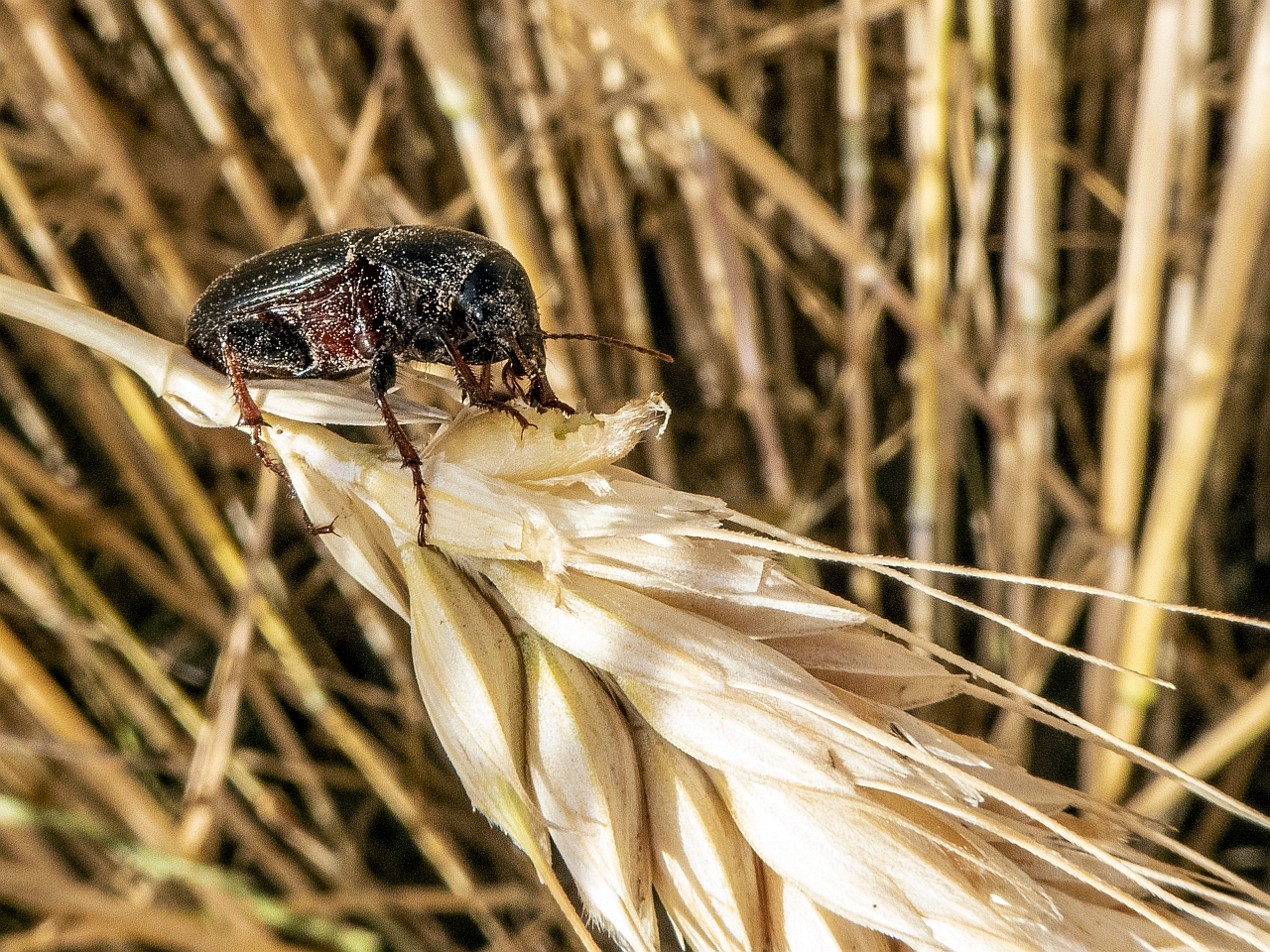
زابروس جيبوس
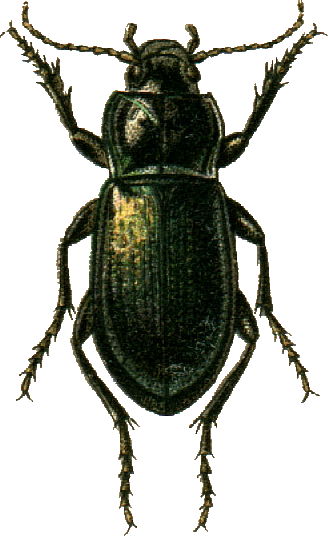
زابروس كالسيوس جاكوبسون
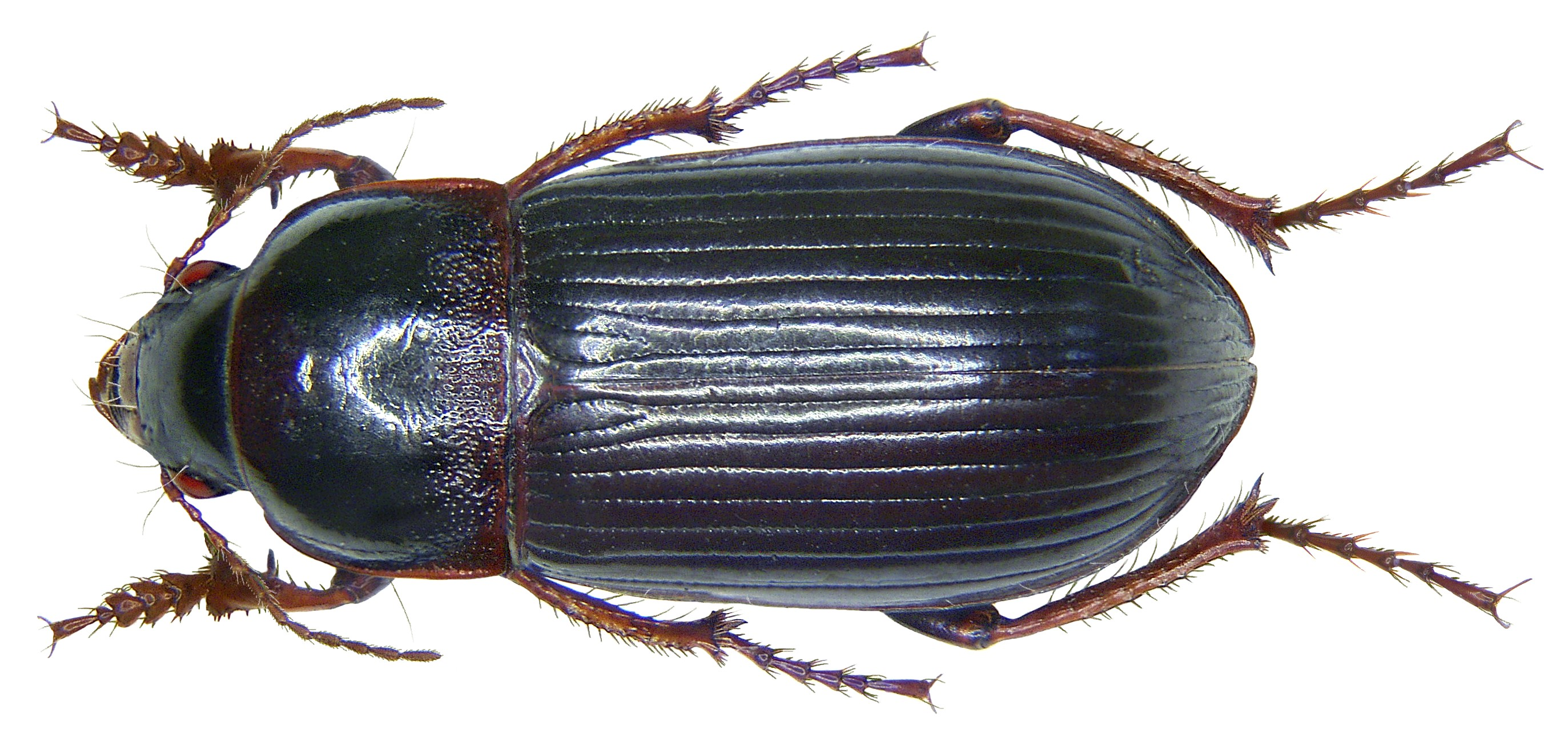
زابروس كليرفيل

## أنظر أيضا
- زابروس تانيوسترايتيس .
- زابروس ماروكانوس .
- زابروس .